# Region Nzérékoré
Nzérékoré ist eine Region Guineas und hat eine Fläche von 37.658 km². Sie liegt im Süden des Landes, angrenzend an Sierra Leone, Liberia und die Elfenbeinküste. Ihre Hauptstadt ist das gleichnamige Nzérékoré. Die Region hatte bei der letzten Volkszählung 2014 1.578.068 Einwohner und ist trotz eines starken Bevölkerungswachstums mit 41,9 Einwohnern pro Quadratkilometer immer noch dünn besiedelt.
Nzérékoré entspricht weitgehend der geografischen Region Waldguinea, zu der zusätzlich die nordwestliche Nachbar-Präfektur Kissidougou gehört.
In jüngerer Zeit waren die Region Nzérékoré wie auch die im Norden angrenzenden Präfekturen von Flüchtlingsströmen aus den Nachbarländern Sierra Leone, Liberia und Elfenbeinküste wegen der dortigen Bürgerkriege betroffen.

## Verwaltungsgliederung
Die Region Nzérékore umfasst sechs Präfekturen. Diese sind:
| Präfektur        | Fläche in km² | Ew. (2014) männlich | Ew. (2014) weiblich | Ew. (2014) Gesamt | Hauptort  |
| ---------------- | ------------- | ------------------- | ------------------- | ----------------- | --------- |
| Beyla            | 13612         | 159.879             | 166.241             | 326.120           | Beyla     |
| Guéckédou        | 4750          | 138.407             | 152.204             | 290.611           | Guéckédou |
| Lola             | 4688          | 81.654              | 89.907              | 171.561           | Lola      |
| Macenta          | 7056          | 133.045             | 145.411             | 278.456           | Macenta   |
| Nzérékore        | 3632          | 194.055             | 202.894             | 396.949           | Nzérékoré |
| Yomou            | 3920          | 55.261              | 59.110              | 114.371           | Yomou     |
| Region Nzérékoré | 37658         | 762.301             | 815.767             | 1.578.068         | Nzérékoré |

## Bedeutende Orte
Einwohnerstärkste Ortschaft der Region ist die Hauptstadt Nzérékoré mit fast 200.000 Bewohnern. Weitere bedeutende Städte sind die weiteren Hauptorte der Präfekturen. Dies sind Guéckédou, Macenta, Lola, Beyla und Yomou.

## Bevölkerung
Die Zahl der Einwohner ist in den letzten Jahrzehnten stark gewachsen. Die Volkszählungen ergaben (1983) 740.128, (1996) 1.348.787 und (2014) 1.578.068 Bewohner. Zwischen 1983 und 1996 gab es ein jährliches Bevölkerungswachstum von 4,4 %. Dagegen wuchs die Zahl der Einwohner zwischen 1996 und 2014 jährlich nur noch um 0,9 %.
Von der Einwohnerschaft waren (2014) 762.301 Personen männlich und 815.767 (51,7 % der Bevölkerung) Personen weiblich. Nur 368.596 Personen (23,4 % der Bevölkerung) wohnten 2014 in städtischen Gebieten.
Die Region ist sprachlich sehr zersplittert. Die auf staatlicher Ebene dominierenden Sprachen Poular (auch Peul; 3,5 % der Einwohner), Malinke (9,2 % der Einwohner) und Sussu (0,3 % der Einwohner) sind in der Region nur Minderheitensprachen. Die wichtigsten Sprachen in der Region Nzérékoré sind Koniaka (24,4 % der Einwohner), Kpèlé (23,4 % der Einwohner), Kissi (15,4 % der Einwohner), Toma (7,8 % der Einwohner) und Kono (4,9 % der Einwohner).
Während die anderen Regionen Guineas beinahe vollständig islamisiert sind (landesweit 2014 89,1 %), ist dies in der Region Nzérékoré (noch) nicht der Fall. Der Islam (46,7 % der Einwohner) und das Christentum (28,1 % der Einwohner) haben zwar in den letzten fünfzig Jahren stark zugelegt. Doch sind noch bedeutende Teile der Bewohner Anhänger ihrer traditionellen Religionen. Und viele Muslime und Christen praktizieren eine Mischreligon aus altem und neuem Glauben.